# Thuidium ramentosum
Thuidium ramentosum là một loài Rêu trong họ Thuidiaceae. Loài này được (Mitt.) Mitt. miêu tả khoa học đầu tiên năm 1868.